# Сундуков, Иван Фёдорович
Иван Федорович Сундуков (1886, Нижний Новгород — 16 июня 1938, Коммунарка) — советский военный и государственный деятель.

## Биография
Родился в 1886 году в Нижнем Новгороде. Там же в 1904 закончил речное училище. Работал на судах Северного пароходного общества сначала матросом, а затем помощником капитана. После этого был служащим товарной конторной станции и пункта переселенческого управления в Челябинске. В 1912 году вступил в РКП(б). В том же году арестован, но уже в 1913 году освобождён.

### В годы Первой мировой и Гражданской войны
В 1914 году вел революционную работу на Путиловском заводе в Петрограде. В 1916 году арестован и сослан в Иркутск. В 1918—1919 гг. заместитель заведующего отделом соцобеспечения и охраны труда Московского губисполкома. В 1919 году помощник начальника политотдела 4-й армии Восточного фронта. С июля 1919 по апрель 1920 года член РВС 4-й армии. Одновременно председатель Уральского областного ревкома.

### После Гражданской войны
В 1920-е годы последовательно занимал должности комиссара Волжского областного управления водного транспорта, заместителя комиссара Главной инспекции путей сообщения НКПС РСФСР, уполномоченного НКПС СССР по Северо-Западному водному округу путей сообщения. В1924-1929 гг. находился в Лондоне: уполномоченный-директор конторы заграничного представительства Судоходного общества «Добровольный флот», управляющий советской фрахтовой конторой. В 1930—1932 гг. заместитель директора Всесоюзного объединения по сбыту продукции нефтяной и газовой промышленности НКТП СССР. В 193301935 гг. директор Московского государственного института по проектированию авторемонтных заводов. В 1936—1937 гг. директор НИИ Главного управления шоссейных дорог НКВД СССР.

### Арест и гибель
22 ноября 1937 года арестован. Обвинён в шпионской деятельности и участии в антисоветской троцкистской террористической организации. 16 июля 1938 года приговорён к расстрелу. В тот же день расстрелян.
Реабилитирован 4 июня 1957 года.